# Mitsubishi F1M
 (mai 2025).
Si vous disposez d'ouvrages ou d'articles de référence ou si vous connaissez des sites web de qualité traitant du thème abordé ici, merci de compléter l'article en donnant les références utiles à sa vérifiabilité et en les liant à la section « Notes et références ».
Le Mitsubishi F1M, connu sous la dénomination alliée Pete, est un hydravion à flotteurs de reconnaissance japonais. Entre 1936 et 1944, 1 148 appareils ont été construits.

## Conception
Le Pete est la réponse de Mitsubishi, au programme, lancé en 1934 par la Marine japonaise, pour la conception d’un hydravion d’observation. Le premier modèle nommé F1M1, un monomoteur biplan, biplace avec un flotteur central, présentait pas mal de défauts de conception avec un moteur insuffisamment puissant, une tendance à piquer du nez à l’amerrissage et un mauvais contrôle aérodynamique. Le moteur en étoile Nakajima Hikari MK1 de 820 ch fut alors remplacé par le moteur en étoile Mitsubishi Zuisei 13 de 14 cylindres de 875 ch ce qui permit de remédier au problème de puissance. Ceci donna naissance au modèle F1M2 qui entra en service en 1941.

## Engagements
Le Pete équipa l’ensemble des navires de la flotte impériale comme appareil catapulté, mais il fut utilisé aussi depuis des bases terrestres. On le retrouve dans des rôles de chasseur, d’escorteur, de bombardier, dans la lutte anti-sous-marine et bien entendu dans l’observation maritime, afin d'effectuer des vols de reconnaissance ou des réglages d'artillerie.
L'avion fut également utilisé comme chasseur pour défendre certains territoires japonais et connut le combat dans les îles Aléoutiennes, Salomon et en Nouvelle-Guinée.
En 1945, au terme du conflit, les Indonésiens réutilisèrent plusieurs de ces appareils dans le cadre de la révolution indonésienne contre les Pays-Bas.

## Variantes
- F1M1 : Prototypes, quatre modèles construits
- F1M2 : Avion de série
- F1M2-K : version biplace d’entraînement.

## Galerie

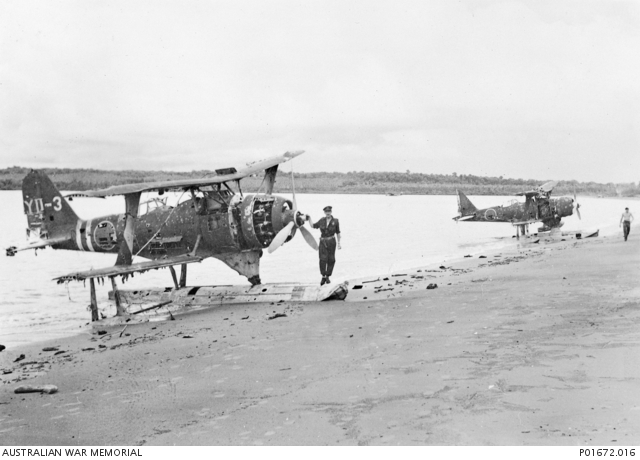
Deux F1M2 endommagés à Rekata Bay (en), mars 1944
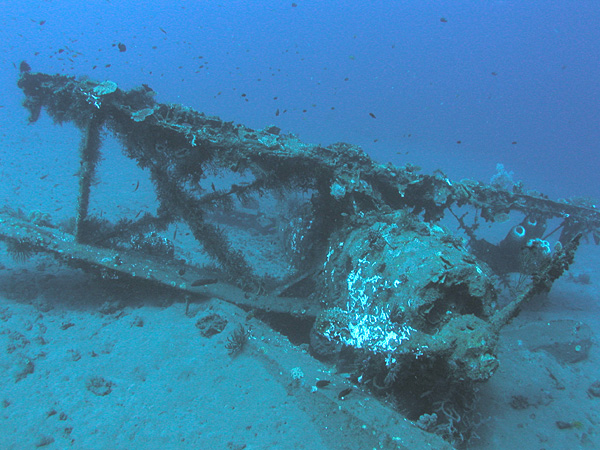
Mitsubishi F1M "Pete" sous l'eau.
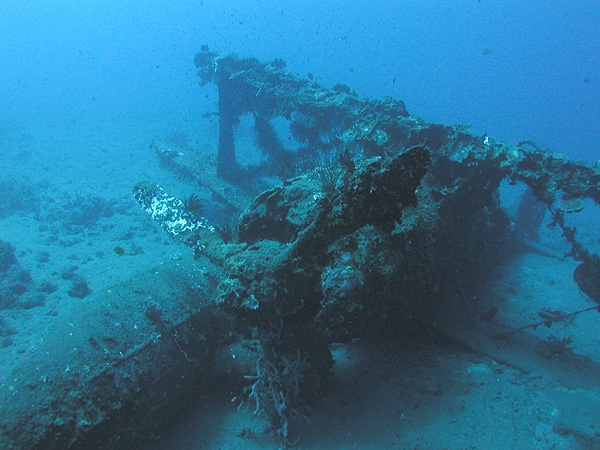
Cette épave est localisée en Papouasie-Nouvelle-Guinée.
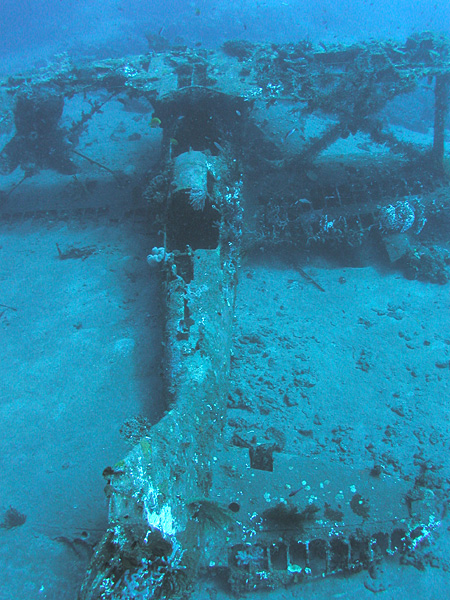
Vue arrière